# Породица Калопедис
Породица Калопедис су кипарски јувелири који су се специјализовали за иконе традиционалног грчко-византијског стила и црквену уметност, која се налази у православним црквама. Стилианос Калопедис започео је 1888. године посао који се са оца на сина преноси већ пет генерација. Њихов стил укључује културне утицаје, и древне и модерне.

## Династија Калопедис
- Стилианос Калопедис (1868–1936)
- Јоргос Калопедис I (1911–1984)
- Михалакис Калопедис I (рођен 1935)
- Јоргос Калопедис II (рођен 1958)
- Михалис Калопедис II (рођен 1980)

## Оснивање
Стилианос Калопедис је рођен 1868. године у Лефкари, планинском селу на острву Кипар. Као дете послат је у главни град Никозију, да ради у радионици у „улици златара“ и научи уметност израде накита. Када је имао 20 година, ментор му је рекао да је постигао ниво вештине са којим може да отвори сопствену радионицу. Затим му је ментор дао радну површину и алат. То је било 1888. године и породична традиција је започела.
Стилианос се прво преселио у село Васа где је упознао своју жену и остао тамо 15 година. Када је његова породица почела да расте, одлучио је да се врати у Никозију. Октобра 1931. дошло је до устанка кипарског народа против британских колониста. Да би заштитио своју породицу Стилианос их је пребацио у родну Лефкару. Желео је својој деци пренесе вештину и знање о уметности којом се бавио, тако да би они могли наставити да се баве том професијом.
Основана је радионица у Лефкари, а породица Калопедис почела је да ради на две категорије накита. Прва категорија се односи на црквену уметност, попут икона и других црквених предмета који се користе у Грчкој православној цркви. Породица је такође прва увела два традиционална грчка предмета „Капнистири“ и „Мереха“ на Кипар, предмете који се користе као кадионице при традиционалним венчањима и другим церемонијама. Ова два предмета родитељи и свештеници користе да благослове своју децу на дан венчања. Украшени су у облику воћа као што су јабуке и брескве. „Капнистири“ има два дела, један је за складиштење маслиновог лишћа и комадића угља, а други је за спаљивање угља и лишћа маслина, како би се произвео дим за благослов. "Мереха" се користи за држање парфема. Друга категорија за коју се породица специјализовала био је лични накит.
Сви предмети у почетку су израђивани од сребра, али за време једног кратакког периода, због лоше економске ситуације на Кипру; уместо сребра коришћен је бакар. Након проласка кризе породица се вратила употреби сребра за све црквене и друге украсне предмете, а злато је такође уведено за лични накит.
Јоргос Калопедис I, један од Стилианосових синова, 1943. видео је обећавајућу будућност у граду Ларнака, тако да је 1944. године напустио село Лефкара и преселио се у Ларнаку, заједно са својом породицом.
Јоргос Калопедис I је био послован човек, предузео је прве кораке за ширење послова породице ван граница Кипра. Јоргос Калопедис I је саградио четвороспратницу у срцу града, у улици Зенонос Китиеос 38. Продавница се налази на углу који гледа на море. У Ларнаки је Јоргос Калопедис I постао атракција за локално становништво, посетиоце и туристе, јер је изнео своју уметност на улицу. Радио је на столу који је био постављен на плочнику изван његове продавнице, где су људи могли да га гледају како ради. Након пресељења у Ларнаку, слава породице као изузетних драгуљара почела је све више да расте и људи са целог Кипра и из иностранства тражили су да им направе иконе и друге црквене предмете. Они су пре свега намењени као донације црквама.
Андреас Калопедис, брат Михалакиса Калопедиса I, радио је на иконама попут Марије у цркви која се налази у селу Кити, изван града Ларнаке. Данас Михалакис Калопедис I, Јоргос Калопедис II и Михалис Калопедис II представљају три генерације које настављају традицију породице.

## Важни радови
Нека од најважнијих верских места за која је породица створила дела су манастири Свете горе у Грчкој, манастир Ставровоуни и три цркве Свете Марије у селу Кивисили.
Сребрни крст који је направљен за манастир Ставровоуни један је од значајних дела које је породица направила пошто је манастир једно од најсветијих места хришћанске вере. То је манастир који је, по предању, основала света Јелена, мајка византијског цара Константина Великог. Открила је три крста на којима су Исус и два лопова разапети приликом њене посете Светој земљи. На повратку у Константинопољ, у овом манастиру је оставила део Исусовог крста. Затражено је од породице јувелира да направе сребрни крст у чијем средишту је постављен комад Исусовог светог крста. Сребрни крст украшен је (откивањем чекићем) сликом која представља тренутак васкрсења и сликама и приказима светаца и апостола.
1981. године направљена је сребрна икона за цркву Пресвете Марије у селу Кивисили. Икона је једна од најдетаљније украшених икона које је направила породица Калопедис. Икона је направљена да покрива постојећу слику. Сребрна икона, међутим, не покрива лице Марије и Исуса. Они су остављени непокривени како би се могла приказати њихова иконографска слика. Једног дана, један Турчин, један од многих који су живели у селу, ушао је у ову грчку православну цркву и пробушио лево око на Маријиној икони. После тога, човек је трајно изгубио вид. Ознака је видљива и данас.
Остале иконе које је породица направила су дела за цркву Светог Саваса у селу Леивадиа, изван града Ларнаке.